# Claus Dietrich Lahrs

Claus Dietrich Lahrs 2015.

Claus Dietrich Lahrs, född 1963 är en tysk företagsledare och var VD för modehuset Hugo Boss från 2008 till i februari 2016. 
Lahrs har även arbetat inom Christian Dior och Louis Vuitton.   Han gick på handelshögskolan i Köln och i Paris.